# Shingo Nishiyama
Shingo Nishiyama (jap. 西山 真瑚 Nishiyama Shingo; ur. 24 stycznia 2002 w Tokio) – japoński łyżwiarz figurowy, startujący w parach tanecznych z Azusą Tanaką. Dwukrotny mistrz Japonii juniorów (2020-2021), złoty medalista zimowych igrzysk olimpijskich młodzieży w drużynach mieszanych narodowego komitetu olimpijskiego (2020).

## Programy

### Pary taneczne

#### Z Utaną Yoshidą
| Sezon   | Taniec rytmiczny (RD) | Taniec dowolny (FD)                                                                                 | Pokazy mistrzów                        |
| ------- | --- | --------------------------------------------------------------------------------------------------- | -------------------------------------- |
| 2020–21 | - Charleston: One - Foxtrot: I Can Do That - Foxtrot: Medley (z musicalu A Chorus Line) – Marvin Hamlisch choreograf: Aaron Lowe, Megan Wing | - Entree of Basil - Pas de Deux (z baletu Don Kichot) – Ludwig Minkus choreograf: Romain Haguenauer | - Hip Hip Chin Chin – Club des Belugas |
| 2019–20 | - Charleston: One - Foxtrot: I Can Do That - Foxtrot: Medley (z musicalu A Chorus Line) – Marvin Hamlisch choreograf: Aaron Lowe, Megan Wing | - Entree of Basil - Pas de Deux (z baletu Don Kichot) – Ludwig Minkus choreograf: Romain Haguenauer |                                        |

## Osiągnięcia

### Pary taneczne

#### Z Utaną Yoshidą
| Zawody                                | 19–20                                 | 20–21                                 |                                       |                                       |                                       |                                       |                                       |                                       |                                       |                                       |                                       |                                       |                                       |                                       |                                       |                                       |                                       |
| Międzynarodowe: Kategorie młodzieżowe | Międzynarodowe: Kategorie młodzieżowe | Międzynarodowe: Kategorie młodzieżowe | Międzynarodowe: Kategorie młodzieżowe | Międzynarodowe: Kategorie młodzieżowe | Międzynarodowe: Kategorie młodzieżowe | Międzynarodowe: Kategorie młodzieżowe | Międzynarodowe: Kategorie młodzieżowe | Międzynarodowe: Kategorie młodzieżowe | Międzynarodowe: Kategorie młodzieżowe | Międzynarodowe: Kategorie młodzieżowe | Międzynarodowe: Kategorie młodzieżowe | Międzynarodowe: Kategorie młodzieżowe | Międzynarodowe: Kategorie młodzieżowe | Międzynarodowe: Kategorie młodzieżowe | Międzynarodowe: Kategorie młodzieżowe | Międzynarodowe: Kategorie młodzieżowe | Międzynarodowe: Kategorie młodzieżowe |
| ------------------------------------- | ------------------------------------- | ------------------------------------- | ------------------------------------- | ------------------------------------- | ------------------------------------- | ------------------------------------- | ------------------------------------- | ------------------------------------- | ------------------------------------- | ------------------------------------- | ------------------------------------- | ------------------------------------- | ------------------------------------- | ------------------------------------- | ------------------------------------- | ------------------------------------- | ------------------------------------- |
| Mistrzostwa świata juniorów           | 12                                    |                                       |                                       |                                       |                                       |                                       |                                       |                                       |                                       |                                       |                                       |                                       |                                       |                                       |                                       |                                       |                                       |
| Zimowe igrzyska olimpijskie młodzieży | 6                                     |                                       |                                       |                                       |                                       |                                       |                                       |                                       |                                       |                                       |                                       |                                       |                                       |                                       |                                       |                                       |                                       |
| JGP w Stanach Zjednoczonych           | 6                                     |                                       |                                       |                                       |                                       |                                       |                                       |                                       |                                       |                                       |                                       |                                       |                                       |                                       |                                       |                                       |                                       |
| JGP we Włoszech                       | 6                                     |                                       |                                       |                                       |                                       |                                       |                                       |                                       |                                       |                                       |                                       |                                       |                                       |                                       |                                       |                                       |                                       |
| Bavarian Open                         | 6 J                                   |                                       |                                       |                                       |                                       |                                       |                                       |                                       |                                       |                                       |                                       |                                       |                                       |                                       |                                       |                                       |                                       |
| Krajowe                               |                                       |                                       |                                       |                                       |                                       |                                       |                                       |                                       |                                       |                                       |                                       |                                       |                                       |                                       |                                       |                                       |                                       |
| Mistrzostwa Japonii juniorów          | 1                                     | 1                                     |                                       |                                       |                                       |                                       |                                       |                                       |                                       |                                       |                                       |                                       |                                       |                                       |                                       |                                       |                                       |
| Zawody drużynowe                      |                                       |                                       |                                       |                                       |                                       |                                       |                                       |                                       |                                       |                                       |                                       |                                       |                                       |                                       |                                       |                                       |                                       |
| Zimowe igrzyska olimpijskie młodzieży | 1 T 1 P                               |                                       |                                       |                                       |                                       |                                       |                                       |                                       |                                       |                                       |                                       |                                       |                                       |                                       |                                       |                                       |                                       |

### Soliści
| Mistrzostwa Japonii juniorów |     |     |     | 25  | 17 | 16 | 9 |  | 9 |
| Mistrzostwa Japonii novice   | 2 B | 1 B | 3 A | 4 A |    |    |   |  |   |